# Melanopolia
Melanopolia es un género de escarabajos longicornios de la tribu Lamiini.

## Especies
- Melanopolia brevicornis Dillon & Dillon, 1959
- Melanopolia catori Jordan, 1903
- Melanopolia catori vittata Dillon & Dillon, 1959
- Melanopolia cincta Jordan, 1903
- Melanopolia cincta camerunensis Dillon & Dillon, 1959
- Melanopolia convexa Bates, 1884
- Melanopolia cotytta Dillon & Dillon, 1959
- Melanopolia frenata Bates, 1884
- Melanopolia freundei Dillon & Dillon, 1959
- Melanopolia gripha (Jordan, 1894)
- Melanopolia ligondesi Lepesme, 1952
- Melanopolia longiscapa Breuning, 1935
- Melanopolia lysida Dillon & Dillon, 1959
- Melanopolia ruficornis Breuning, 1955